# Berossos
Berossos (latin Berosus; Βεροσσος, grekisk translitt. av akkadiska Bel-re-ušu, med betydelsen ”Bel är min herde”) verkade i Babylon runt 300 f.Kr. som Marduk-präst, skriftställare, historiker och astrolog.
Berossos skrev på grekiska ett uttömmande verk om ”Babyloniens Historia” i tre delar på beställning av kungen Antiochos I. Verket bygger på ett omfattande inhemskt material. Originalet har gått förlorat men åtskilliga fragment finns bevarade. Hans verk och person finns citerade och omskrivna av senare historiker. De bevarade fragmenten utgavs första gången av Karl Wilhelm Ludwig Müller i Fragmenta historicorum græcorum (1848).
En känd förfalskning, tillskriven Berossos, utgavs av Johannes Annius Viterbiensis (d. 1502). I verket hade bibliska berättelser sammanfogats med assyriska kungalängder, medeltida traditionsstoff och rena påhitt till en systematisk världshistoria med början från syndafloden, den egyptiske prästen Manetho skulle ha fullföljt den fram till Roms grundläggningsår.
Arbetets karaktär av förfalskning genomskådades redan på 1500-talet, men uppgifter därifrån kom trots det att hamna i flera historiska arbeten från tiden. Göticisterna i Sverige hämtade delar av sitt material här, och kunde i källan finna belägg för Sverige som ett av världens äldsta riken.